# Dolus-le-Sec
Dolus-le-Sec é uma comuna francesa na região administrativa do Centro, no departamento Indre-et-Loire. Estende-se por uma área de 26,68 km². Em 2010 a comuna tinha 694 habitantes (densidade: 26 hab./km²).